# 名古屋聖マルコ教会
名古屋聖マルコ教会（なごやせいマルコきょうかい）は、愛知県名古屋市東区白壁にある日本聖公会中部教区の教会。

## 概要
1951年（昭和26年）に建設された聖堂は、前年に現在地に移転・再建された柳城幼稚園と隣接する。ベージュ色の壁に赤い屋根と小さな尖塔を持つ外観で、2011年（平成23年）10月17日、名古屋市による登録地域建造物資産の第3号として登録された。また、2023年（令和5年）8月29日には、認定地域建造物資産の第99号に認定されている。

## 所在地
- 〒461-0011：愛知県名古屋市東区白壁1-32